# Desmidorchis flavus
Desmidorchis flavus är en oleanderväxtart som först beskrevs av Nicholas Edward Brown, och fick sitt nu gällande namn av Meve och Liede. Desmidorchis flavus ingår i släktet Desmidorchis och familjen oleanderväxter. Inga underarter finns listade i Catalogue of Life.